# الطريق بين الولايات 94
إنترستيت 94 (Interstate 94) إحدى طرق نظام إنترستيت السريعة بين الشرق والغرب ويربط منطقة البحيرات العظمى بمنطقة السهول الكبرى الشمالية في الولايات المتحدة. تقع محطتها الغربية شرق بيلينغز، مونتانا، عند تقاطع مع طريق إنترستيت 90. تقع محطتها الشرقية في بورت هورون بولاية ميشيغان، حيث تلتقي بطريق إنترستيت 69 وتعبر جسر بلو ووتر إلى سارنيا، أونتاريو، كندا، حيث يصبح الطريق هو طريق أونتاريو السريع 402. وبالتالي فهي تقع على طول الطريق البري الرئيسي من سياتل (عبر I-90) إلى تورنتو (عبر طريق أونتاريو السريع 401)وهو الطريق السريع الوحيد من نظام إنترستيت بين الشرق والغرب الذي له اتصال مباشر بكندا.
يتقاطع I-94 مع I-90 عدة مرات: في نهايته الغربية ؛ توما إلى ماديسون في ويسكونسن؛ في شيكاغو، إلينوي؛ وفي ليك ستيشن، إنديانا. المدن الرئيسية التي يتصل بها I-94 هي بيلينغز وبسمارك وفارغو ومنيابولس وسانت بول وماديسون وميلووكي وشيكاغو وديترويت.